# Rochdale Pioneers Award
Pour les articles homonymes, voir Rochdale (homonymie).
Le Rochdale Pioneers Award  a été créé en référence aux Équitables Pionniers par l'Alliance coopérative internationale en 2000.
Les lauréats incluent :
- 2001 : Dr. Verghese Kurien (India)
- 2003 : Francisco Luis Jiménez Arcila (Colombia) and Lloyd Wilkinson (United Kingdom)
- 2005 : Hans Dahlberg (Sweden), Ian MacPherson (Canada) and Yehudah Paz (Israel)
- 2007 : Esther Gicheru (Kenya), Prof. Ungku Abdul Aziz (Malaysia) and Francisco Ceballo Herrero, (Spain)
- 2009 : Ivano Barberini, ancien président de l'ICA.